# Vira (Òlt)
Vira (en francès Vire-sur-Lot) és un municipi francès del departament de l'Òlt, a la regió d'Occitània.
El municipi té Vira com a capital administrativa, i també compta amb els agregats de la Cambra, Brun, Nosièras, Arquièrs, Broèl, Blasac, lo Pòrt de Vira, lo Cauforn i lo Piç Alt.

## Demografia
| 1962                                       | 1968 | 1975 | 1982 | 1990 | 1999 | 2006 |
| ------------------------------------------ | ---- | ---- | ---- | ---- | ---- | ---- |
| 353                                        | 368  | 354  | 351  | 354  | 322  | 351  |
| Des de 1962: població sense dobles comptes |      |      |      |      |      |      |

## Administració
| Període | Identitat   | Partit |
| ------- | ----------- | ------ |
| 2001-   | Denis Fabro |        |